# Земунска џамија
Земунска џамија, званично Унџи Хаџи Мустафина џамија, касније Млинарева џамија била је џамија земунских муслимана. Налазила се у центру Земуна, први пут је поменута у осмој деценији 16. века, а срушена 1768. године.

## Опште информације
Иако подаци муслиманима у Земуну постоје од 1566. и 1567. године, Земунска џамија се помиње тек у осмој деценији 16. века, а Прус Рајнолд Лубенау помиње је десетак година касније. Наредне вести о овој џамији постоје од тек 1658. године када је оставила добар утисак на француског путника Киклеа, који је за њу написао : „лепа џамија са лепим кубетом покривеним оловом“. Он бележи да се зове Унџи Хаџи Мустафина џамија, што можда није њено првобитно име.
Османски путописац Евлија Челебија записао је да је купола ове џамија прекривена оловом, а Аустријанац Отендорф је описује као нову, лепу и чисту, налик на џамије у Београду.
Подигнута је вероватно на темељима раније хришћанске цркве и налазила се на данашњој Земунској пијаци, а око ње је било гробље, пет или шест месиџа, као и објекти који су овом месту давали градско, односно муслиманско обележје. Касније је названа Млинарева џамија. Када су Аустријанци заузели Земун, претворили су је у католичку цркву, 1717. године. Објекат је срушен 1768. године, а данас се на његовом месту налази Црква Узнесење Блажене дјевице Марије.